# Joseph Teller
Joseph Teller Klempner (New York, ...) è uno scrittore statunitense specializzato in narrativa poliziesca.

## Biografia
Nato a New York, si è diplomato nel 1961 al College of Wooster nell'Ohio e laureato in legge all'Università del Michigan nel 1964.
Tornato a New York, dopo 3 anni alla Federal Bureau of Narcotics come agente infiltrato, ha lavorato per i successivi 35 anni come avvocato difensore.
Ha esordito nella narrativa nel 1995 con Felony Murder firmandosi Joseph T. Klempner e in seguito ha pubblicato altri 11 romanzi raggiungendo la celebrità con la serie avente per protagonista l'avvocato Harrison J. Walker scritta con il nome di Joseph Teller.
Con Il decimo caso ha vinto il Premio Nero Wolfe nel 2009.

## Opere principali

### Serie Jaywalker (firmataJoseph Teller)
- Il decimo caso (The Tenth Case, 2008), Milano, Harlequin Mondadori, 2009
- Bronx Justice (2009)
- Colpevole d'innocenza (Depraved Indifference, 2009), Milano, Harlequin Mondadori, 2010
- Il verdetto (Overkill, 2010), Milano, Harlequin Mondadori, 2011
- Guilty as Sin (2011)

### Altri romanzi (firmatiJoseph T. Klempner)
- Felony Murder (1995)
- Shoot the Moon (1997)
- Change of Course (1998)
- Flat Lake in Winter (1999)
- Irreparable Damage (2002)
- Fogbound (2003)
- Best Intentions (2016)

## Riconoscimenti
- Premio Nero Wolfe: 2009 per Il decimo caso